# Coua de Coquerel
Coua coquereli
Espèce
Statut de conservation UICN

 LC  : Préoccupation mineure
Le Coua de Coquerel (Coua coquereli) est une espèce d'oiseaux, endémique de Madagascar, de la famille des Cuculidae.